# Baia di re Haakon
La baia di re Haakon (in inglese King Haakon Bay), conosciuta anche come canale di re Haakon (King Haakon Sound) è un'insenatura della costa meridionale della Georgia del Sud lunga circa 13 chilometri e larga 4 km.
La località è stata probabilmente intitolata a re Haakon VII dai balenieri norvegesi che avevano diverse basi sull'altro lato dell'isola. La vicina Queen Maud Bay è intitolata alla regina Maud, consorte di re Haakon VII.
Cave Cove, che forma parte della baia, è conosciuto per essere stato il luogo di sbarco di Ernest Shackleton che raggiunse l'isola nel maggio 1916. Partito dall'isola Elephant (Shetland Meridionali) a bordo della scialuppa James Caird, l'esploratore irlandese aveva deciso di raggiungere la Georgia del Sud in cerca di aiuto per i naufraghi della spedizione Endurance. Il gruppo di Shackleton si accampò in località Peggotty Bluff.